# Мостки (Львовская область)
Мостки (укр. Містки) — село в Пустомытовской городской общине Львовского района Львовской области Украины.
Население по переписи 2001 года составляло 655 человек. Занимает площадь 2,96 км². Почтовый индекс — 81119. Телефонный код — 3230.